# Denis Desjardins
Denis Desjardins est un auteur québécois né à Montréal.
En outre, Denis Desjardins écrit, depuis 1988, dans la revue de cinéma Séquences.
Il a signé aussi une collaboration sous la forme d’une bande dessinée dans le réseau d’informations hyperlocales Pamplemousse.ca depuis 2015.
Il est le petit-fils du professeur et acteur Phil Desjardins.
Denis Desjardins est bachelier en études littéraires de l’Université du Québec à Montréal.